# Cornelius Steckner
Cornelius Steckner (* 2. Juni 1948 in Halle/Saale) ist ein deutscher Kunst- und Kulturhistoriker.

## Leben
Cornelius Steckner besuchte Schulen in Hamburg, Louisville (Kentucky) und Königsfeld im Schwarzwald, studierte Kunstgeschichte, Archäologie, Volkskunde und Geschichte der Naturwissenschaften an den Universitäten Kiel, Münster und Hamburg und wurde 1978 in Hamburg promoviert.
Er lehrte an den Universitäten Gießen, Hamburg, Kassel, Kiel, Köln und Marburg sowie in Verbindung mit der Baubehörde Hamburg an der Fachhochschule Hamburg.
Steckner war an zehn Grabungskampagnen am archäologischen Forschungsprojekt Samos-Stadt in Griechenland beteiligt und befasste sich mit der digitalen Gefäßanalyse.
Er verwaltet das Archiv von Charles Crodel und Elisabeth Crodel, geb. von Fiebig.
Seine Forschungsschwerpunkte sind Museum, Denkmal und Stadt sowie die Symbolformation in Wissenschaft und Kunst, im Bauhaus und bei Charles Crodel.
Steckner wohnt in Köln-Rodenkirchen und ist verheiratet mit der Archäologin Friederike Naumann-Steckner.

## Schriften (Auswahl)
- Die Sparsamkeit der Alten. Kultureller und technologischer Wandel zwischen 1871 und 1914 in seiner Auswirkung auf die Formgebung des Bildhauers Adolf Brütt 1855-1939 (= Neue kunstwissenschaftliche Studien 11). Lang, Frankfurt  Bern 1981, ISBN 3-8204-6897-8 (= Dissertation).
- mit Wolfram Martini: Das frühbyzantinische Klostergut. Das Gymnasium von Samos (=  Samos XVII). Habelt, Bonn 1993, ISBN 3-7749-2478-3.